# Małgorzata Stroka
Małgorzata Stroka (12 de septiembre de 1980) es una deportista polaca que compitió en esgrima, especialista en la modalidad de espada. Ganó dos medallas en el Campeonato Europeo de Esgrima, oro en 2010 y bronce en 2004.

## Palmarés internacional
| Campeonato Europeo | Campeonato Europeo     | Campeonato Europeo | Campeonato Europeo |
| Año                | Lugar                  | Medalla            | Prueba             |
| ------------------ | ---------------------- | ------------------ | ------------------ |
| 2004               | Copenhague (Dinamarca) | Medalla de bronce  | Espada por equipos |
| 2010               | Leipzig (Alemania)     | Medalla de oro     | Espada por equipos |